# Cytaea piscula
Cytaea piscula là một loài nhện trong họ Salticidae.
Loài này thuộc chi Cytaea. Cytaea piscula được Ludwig Carl Christian Koch miêu tả năm 1867.